# فرد رودس (صحفي)
فرد رودس (بالإنجليزية: Fred Rhodes)‏ هو صحفي أسترالي، ولد في 2 مايو 1877 في Dudley ‏ في المملكة المتحدة، وتوفي في 18 يونيو 1964 في بريزبان في أستراليا.